# Six-Planes
Six-Planes is een plaats in de Belgische gemeente Bièvre. Voor de fusie van Belgische gemeenten in 1977 behoorde deze plaats tot de gemeente Gros-Fays. Six-Planes ligt in de provincie Namen.

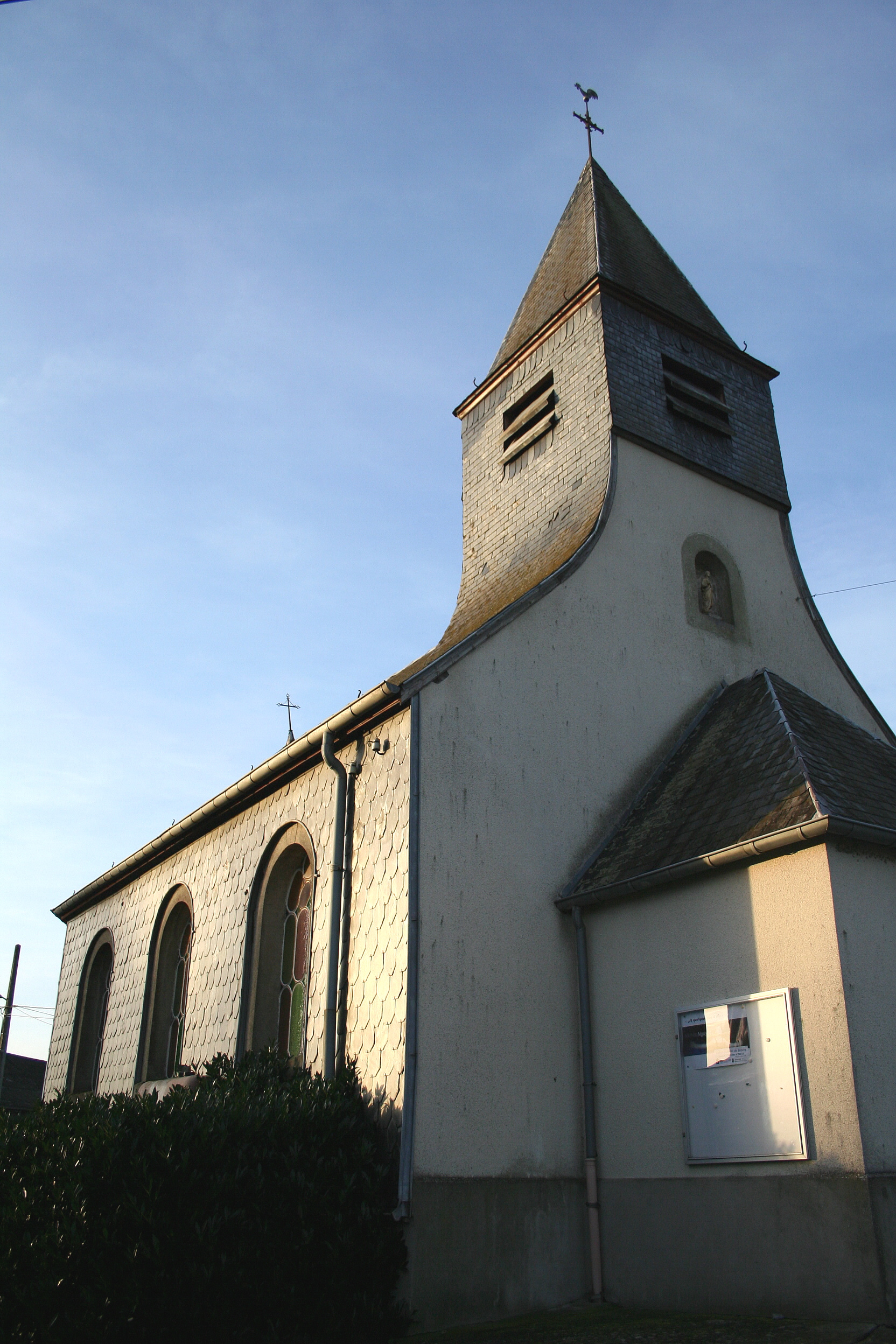
De Sint-Donatiuskapel

Deelgemeenten: Baillamont · Bellefontaine · Bièvre · Cornimont · Graide · Gros-Fays · Monceau-en-Ardenne · Naomé · Oizy · Petit-Fays

Overige kern: Six-Planes

Belgische gemeenten · Arrondissement Dinant · provincie Namen · Wallonië